# Секунда на подвиг
«Секунда на подвиг» (кор. «영원한 전우», «Незабутній соратник») — радянсько-північнокорейський двосерійний художній фільм 1985 року. Військово-історичний фільм про подвиг лейтенанта Радянської Армії Якова Новиченка, що врятував на пхеньянському мітингу 1 березня 1946 року Кім Ір Сена від кинутої в нього гранати.

## Сюжет
Після звільнення Червоною Армією Північної Кореї від японського панування в серпні 1945 року молодший лейтенант Яків Новиченко залишається з корейцями допомагати їм відновлювати зруйновану країну. Але в країні як і раніше неспокійно: багаті верстви корейців, які втратили владу і власність, разом з американськими військовими радниками готують терористичну змову проти Кім Ір Сена з метою його повалення.
1 березня 1946 року в Пхеньяні відкривається мітинг, присвячений 27-й річниці першоберезневого антияпонського руху в Кореї. На мітингу починає виступати Голова Тимчасового народного комітету Північної Кореї Кім Ір Сен. Несподівано з натовпу один із змовників кидає в його бік гранату. Молодший лейтенант Новиченко швидко підбігає до неї, бере в руку і, не знаючи куди її кинути, лягає на неї своїм тілом. Граната розривається, однак книга, яку випадково поклав під шинель радянський офіцер, рятує йому життя. Важко пораненого Новиченка забирають товариші, а Кім Ір Сен продовжує свій виступ. Мітинг триває. Змова провалилася.
Лікарі врятували життя Якову Новиченку, але він втратив праву руку. Фільм закінчується його візитом до Північної Кореї у 1984 році.

## У ролях
- Андрій Мартинов — Яків Новиченко
- Чхве Чхан Су — Лі Чан Хек
- Олег Анофрієв — Гуренко
- Чон Йон Хі — Чо Сун Єн
- Лі Сон Гван — Чо Гван Се
- Лі Єн Ір — Кім Ір Сен
- Наталія Арінбасарова — медсестра
- Ірина Шевчук —  Марія Новиченко
- Марина Левтова —  Раїса Новиченко
- Лім Мі Єн —  Сун Є
- Пак Чан Юн —  Квон Док Суль
- Володимир Антоник — Іван Новиченко
- В'ячеслав Баранов — Пєчкин
- Кан Вон Сук — Квон Хен Тхяк
- Лім Ін Гун — До Даль Мін
- Віктор Філіппов — Бобир
- Володимир Ферапонтов — Самохін
- Олександр Бєлявський — Чистяков
- Юрій Саранцев — Романенко
- Вадим Захарченко — головлікар
- Вадим Грачов — маршал Мерецков
- Хан Дін Соп — О Сен Чхіль

## Знімальна група
- Режисери: Ельдор Уразбаев, Ом Гіль Сон
- Сценаристи: Олександр Бородянський, Пек Ін Чжун
- Оператори: Елізбар Караваєв, Чон Ік Хан
- Художники-постановники: Костянтин Форостенко, Кім Чхоль Хон
- Композитори: Едуард Артем'єв, До Су Ен
- Звукооператори: Семен Литвинов, Лі Схун Єл